# Brigiani
Brigiani est le nom d'un peuple de l'ancienne Gaule narbonnaise situé dans la haute vallée de la Durance, dans les Alpes françaises. 

## Historique
Ce peuple est d'origine celto-ligure. Leur nom a été pris comme référence par les romains et a donné le nom latin Brigantio, Brigantium (racine celtique brig, «lieu élevé»), qui a évolué en Briançon (leur capitale) et Briançonnais (territoire).